# Doença de Whipple
A doença de Whipple é uma rara doença infecciosa e sistêmica causada pela bactéria Tropheryma whipplei. 
Descrita pela primeira vez por George Hoyt Whipple em 1907, a doença causa principalmente má-absorção intestinal, mas pode afetar qualquer parte do corpo inclusive articulações, o coração, pulmões, cérebro e olhos. Perda de peso, diarreia, dores articulares e artrites são sintomas comuns, mas a apresentação pode ser altamente variável sendo que aproximadamente 15% dos pacientes não têm estes sinais clássicos e sintomas. 
A doença de Whipple é significativamente mais comum em homens, com prevalencia de 87% nesse sexo. Geralmente acomete pessoas com cerca de 50 anos. O diagnóstico definitivo geralmente é estabelecido através de biópsia do intestino delgado. A doença pode ser normalmente curada com terapia antibiótica a longo prazo, que pode levar anos. A doença não-tratada costuma ser fatal.

## Epidemiologia
É uma doença rara, que acomete principalmente homens (87% dos casos).

## Quadro clínico
Os principais sintomas da doença de Whipple são a inflamação e dor articular, diarreia, perda de peso e dor abdominal. Também podem ocorrer o escurecimento da pele. A má absorção grave causa perda de peso e anemia. Outros sintomas comuns são a tosse e dor durante a respiração, causada pela inflamação da pleura (membrana que reveste os pulmões). Pode ocorrer um acúmulo de líquido no espaço entre as membranas pleurais (uma condição chamada derrame pleural), e os linfonodos localizados no centro do tórax podem aumentar de volume.
Alguns apresentam endocardite, que pode se manifestar com sopros cardíacos. O aumento do fígado (hepatomegalia) comumente indica o seu acometimento. A confusão mental, a perda de memória ou os movimentos descontrolados dos olhos indicam que a infecção atingiu o cérebro.

## Diagnóstico
O diagnóstico geralmente é feito por meio de uma biópsia do intestino delgado que é acessado através de uma endoscopia digestiva alta. Também pode ser feito através de um linfonodo aumentado de volume (hipertrofiado) que revela alterações microscópicas características.

## Tratamento
A doença de Whipple pode ser curada com antibióticos como tetraciclina, sulfasalazina, ampicilina e penicilina. O tratamento geralmente é realizado por 1 ano. Os sintomas melhoram rapidamente, mas a cicatrização tissular completa pode levar até 2 anos. A doença pode recorrer.
Quando não tratada, a doença é progressiva e fatal.